# قابلية الاستخدام
قابلية الاستخدام (بالإنجليزية: usability)‏ هو مصطلح يُقصد به قابلية الأجهزة أو الأنظمة للاستخدام بسهولة من أجل تحقيق هدفٍ معينٍ. قابلية الاستخدام تعني أيضاً طرق قياس سهولة الاستخدام ودراسة المبادئ الكامنة وراء مدى الكفاءة أو أناقة تلك الأجهزة أو الأنظمة. هناك علاقة وثيقة بين قابلية الاستخدام والإتاحة في التفاعل الإنساني-الحاسوبي وعلوم الحاسوب، قابلية الاستخدام تشير عادةً إلى الأناقة والوضوح في التصميم لبرنامج كمبيوتر أو موقع على شبكة الإنترنت لتؤدي إلى تفاعلٍ مجديٍ. ويُستخدم المصطلح في كثير من الأحيان في سياق المنتجات مثل الإلكترونيات الاستهلاكية، أو في مجالات الاتصال، ووسائط نقل المعرفة (ككتاب الطبخ، أو وثيقة من وثائق المساعدة على الإنترنت). كما يمكن أن يشير إلى كفاءة التصميم الميكانيكي للأجسام مثل مقبض الباب أو المطرقة، ويعتبر هذا المصطلح جزء أصيل من مفهوم خبرة المستخدم.

## مقدمة
المعنى الأساسي لقابلية الاستخدام هو أن الغرض مصمم بأخذ الجوانب النفسية العامة للمستخدمين وجوانبهم الجسدية بعين الاعتبار، على سبيل المثال:
- أكثر كفاءةً عند الاستخدام – تحقيق المهمة يتطلب وقتًا أقل.
- أسهل للتعلم – يمكن تعلم العملية عن طريق مراقبة الغرض
- أكثر إرضاءً عند الاستخدام

تجد أنظمة الحاسوب المعقدة مكانًا لها في الحياة اليومية، وفي الوقت ذاته فإن السوق مشبع بعلامات تجارية متنافسة. جعل هذا قابلية الاستخدام أكثر شعبيةً وانتشارًا في السنوات الأخيرة، مع إدراك الشركات لمنافع البحث وتطوير منتجاتهم بطرق موجهة لخدمة المستخدم بدل الطرق الموجهة حسب التكنولوجيا. بفهم التفاعل بين المستخدم والمنتج والبحث فيه، يمكن لخبير قابلية الاستخدام توفير رؤية لا يمكن الحصول عليها بالشكل التقليدي عن طريق دراسات السوق الموجهة حسب الشركة. فمثلًا: بعد مراقبة المستخدمين وإجراء مقابلات معهم، يمكن لخبير قابلية الاستخدام تعريف الجوانب الوظيفية أو العيوب التصميمية التي لم تكن متوقعة. تجري الطريقة التي تدعى الاستجواب السياقي هذا الأمر ضمن السياق الطبيعي لبيئة المستخدمين. في نموذج التصميم المرتكز على المستخدم، يصمم المنتج بوضع المستخدمين المحتملين في البال طيلة الوقت. في النموذج المقاد من المستخدمين أو نموذج التصميم التشاركي، يصبح بعض المستخدمين أعضاء فعليين في الفريق، أو يحدث ذلك كأمر واقع.
يستخدم مصطلح صديق للمستخدم عادةً كمرادف لكلمة قابل للاستخدام، ولكنه قد يشير إلى مفهوم الإتاحة. تصف قابلية الاستخدام جودة تجربة المستخدم في المواقع، والبرمجيات، والمنتجات، والبيئات. لا يوجد إجماع تجاه علاقة مصطلحات الأرغونوميا (أو العوامل الإنسانية) وقابلية الاستخدام. يعتبر البعض قابلية الاستخدام هي التخصص البرمجي لموضوع الأرغونوميا الأشمل. بينما يرى آخرون هذين الموضوعين متقاربين، مع تركيز الأرغونوميا على الأمور الجسدية (كإدارة قبضة باب) وتركيز قابلية الاستخدام على الأمور النفسية (كإدراك أن الباب يمكن فتحه بإدارة القبضة). قابلية الاستخدام مهمة أيضًا في تطوير المواقع (قابلية استخدام الويب). وفقًا لجيكوب نيلسن: «تجد دراسات سلوك المستخدم على الويب أن التسامح منخفض تجاه التصاميم الصعبة أو المواقع البطيئة. لا يريد الناس الانتظار. ولا يريدون تعلم كيفية استخدام الصفحة الرئيسية لموقع ما. لا يوجد شيء اسمه صف تدريبي أو دليل مستخدم خاص بموقع إلكتروني. يجب أن يكون الناس قادرين على فهم كيفية عمل الموقع فورًا بعد إلقاء نظرة على الصفحة الرئيسية – لبضع ثوانٍ كحد أقصى». وإلا، يغادر معظم المستخدمين العابرين الموقع ويتصفحون أو يتسوقون في مكان آخر.
يمكن لقابلية الاستخدام أيضًا أن تشمل مفهوم اتباع النموذج التقليدي، والذي يشير إلى مدى توافق شيء ما مع العرف السائد المتوقع منه، كما هو الحال مثلًا في تصميم المواقع، إذ يفضل المستخدمون المواقع التي تتوافق مع الأعراف التصميمية المعروفة.

## التعريف
تعرف المنظمة الدولية للمعايير (الآيزو) قابلية الاستخدام بأنها «مدى إمكانية استخدام منتج من قبل مستخدمين محددين لتحقيق أهداف محددة بفعالية وكفاءة وبشكل مرضٍ في سياق محدد للاستخدام». يشير مصطلح «قابلية استخدام» أيضًا إلى طرق تحسين سهولة الاستخدام خلال عملية التصميم. كتب كل من مستشار قابلية الاستخدام جيكوب نيلسن وأستاذ علوم الحاسوب بن شنايدرمان (كلًّا على حدة) عن إطار عمل مقبولية النظام، حيث تشكل قابلية الاستخدام جزءًا من «الجدوى» وتتكون من:
- قابلية التعلم: سهولة تحقيق المستخدمين للمهمات الأساسية عند استخدامهم التصميم لأول مرة.
- الكفاءة: سرعة تمكن المستخدمين من أداء المهمات بعد أن تعلموا التصميم.
- قابلية التذكر: مدى سهولة عودة المستخدمين للكفاءة في الاستخدام بعد عودتهم للتصميم عقب فترة توقف عن الاستخدام.
- الأخطاء: كم يرتكب المستخدمون من أخطاء؟ ما مدى تأثير هذه الأخطاء؟ وما مدى سهولة التعافي من هذه الأخطاء؟
- الإرضاء: ما مدى إمتاع التصميم لمستخدميه؟

تترافق قابلية الاستخدام عادةً مع وظائف المنتج، بالإضافة إلى كونها ميزة تنحصر في واجهة المستخدم. على سبيل المثال: في سياق المنتجات الاستهلاكية الشائعة، يمكن اعتبار سيارة ليس فيها وضع سير عكسي غير قابلة للاستخدام حسب الرؤية الأولى، وناقصة الجدوى حسب الرؤية الثانية. عند تقييم واجهات المستخدم من حيث قابلية الاستخدام، يمكن أن يكون التعريف ببساطة «تصور المستخدم المستهدف للفعالية (الملائمة للغرض) والكفاءة (العمل أو الزمن المطلوب للاستخدام) الخاصتين بواجهة المستخدم». يمكن قياس كل مكون بشكل موضوعي حسب معايير، كمبادئ تصميم واجهات المستخدمين، لتوفير مقياس، يعبر عنه عادةً على شكل نسبة مئوية. من المهم التمييز بين اختبار قابلية الاستخدام وهندسة قابلية الاستخدام. اختبار قابلية الاستخدام هو قياس سهولة استخدام منتج أو برمجية. بالمقابل فإن هندسة قابلية الاستخدام (يو إي) هي عملية البحث والتصميم التي تضمن الحصول على منتج ذي قابلية جيدة للاستخدام. قابلية الاستخدام شرط مطلوب غير وظيفي. كما هو حال بقية الشروط غير الوظيفية، فإن قابلية الاستخدام لا يمكن قياسها بشكل مباشر بل يجب تكميمها عن طريق وسائل القياس غير المباشر أو الصفات كعدد المشاكل المبلغ عنها فيما يخص سهولة استخدام نظام ما على سبيل المثال.

### الواجهات البديهية
يشير مصطلح بديهي عادةً إلى صفة مرغوب بها في واجهات المستخدمين، يستخدم عادةً بمعنى قابل للتعلم. لم ينصح بعض الخبراء كجيف راسكين باستخدام هذا المصطلح في تصميم واجهات المستخدمين، مدعين بأن الواجهات سهلة الاستخدام تكون غالبًا سهلة بسبب تعرض المستخدم لأنظمة مشابهة أخرى، وبالتالي يجب تفضيل مصطلح «مألوفة». على سبيل المثال: لا يشير الخطان العموديان «||» على مشغل الوسائط بشكل بديهي إلى «التوقف»؛ بل يحدث ذلك بسبب العرف السائد. يمكن أن يؤدي تعمد استهداف الوصول إلى الواجهات التبادلية «البديهية» (بإعادة استخدام مهارات موجودة مع الأنظمة التفاعلية) إلى استبعاد المصممين لحلول تصميمية أفضل فقط بسبب أنها تتطلب طريقةً جديدةً. يشرح هذا الموقف عادةً مع ملاحظة أن «الواجهة التبادلية البديهية الوحيدة هي الحلمة؛ كل ما عدا ذلك مكتسب بالتعلم». حتى أن بروس توغناتزيني ينكر وجود واجهات «بديهية»، بما أن هكذا واجهات يجب أن تكون قادرة على الإدراك بالبداهة أي «تلقي أنماط سلوك المستخدمين واستنباط الاستدلالات». وهو يروج بدل ذلك لمصطلح «قابلة للإدراك البديهي» أي «يمكن للمستخدمين إدراك كيفية عمل التطبيق بشكل بديهي بمجرد رؤيته واستخدامه»، ولكنه يتابع بقوله: «ولكن حتى هذا يشكل هدفًا غير مفيد لأن 25 بالمئة فقط من السكان يعتمدون على الحدس لإدراك أي شيء».

## الاسم السهل
الاسم السهل
- friendly name -
في البرمجة هو اسم يسهل على المستخدم قراءته وتذكره بخلاف الرموز والأرقام.